# Risikoposition
Risikoposition sind im Bankwesen sämtliche Aktivposten (Vermögenswerte) und außerbilanzielle Bilanzpositionen, die mit Eigenmitteln zu unterlegen sind.

## Allgemeines
Um die Risiken im Bankwesen zu reduzieren, versucht das Bankenaufsichtsrecht, durch Kontingentierungen eine Begrenzung der bankbetrieblichen Risiken herbeizuführen. Die bis Dezember 2006 geltenden Grundsatz I und Grundsatz Ia stellten zu diesem Zweck das haftende Eigenkapital eines Kreditinstituts seinen „gewichteten Risikoaktiva“ (englisch Risk weighted assets, RWA) gegenüber. Diese setzten sich aus „Bilanzaktiva“ (die mit ihren Nennwerten oder Buchwerten anzusetzen waren) und dem „außerbilanziellen Geschäft“ (für das als Wertkonvention die Wiederbeschaffungskosten oder Kreditäquivalente galten) zusammen. Die so ermittelten „gewichteten Risikoaktiva“ durften das 12,5-Fache des haftenden Eigenkapitals nicht überschreiten. Ab Januar 2007 regelte die Solvabilitätsverordnung (SolvV) diesen Zusammenhang und teilte die Risikoaktiva in Forderungsklassen auf.
Es stellte sich heraus, dass die Jahre vor Ausbruch der Finanzkrise ab 2007 durch ein exzessives Wachstum der Risikopositionen von Instituten im Verhältnis zu ihren Eigenmitteln gekennzeichnet waren. Während der Finanzkrise sahen sich Institute aufgrund von Verlusten und Refinanzierungsproblemen gezwungen, diese Risikopositionen kurzfristig deutlich zu reduzieren. Dies verstärkte den Verfall der Vermögenspreise und führte zu weiteren Verlusten für Banken, so dass sich deren Eigenmittel weiter verringerten. Wegen dieser Negativspirale kam es zu einer Kreditklemme in der Realwirtschaft, aus der sich eine umfangreiche Wirtschaftskrise entwickelte.
Diese Erfahrungen führten zu einer grundlegenden Änderung des Bankenaufsichtsrechts. Die SolvV wurde ab Januar 2014 durch die in allen EU-Mitgliedstaaten geltende Verordnung (EU) Nr. 575/2013 (Kapitaladäquanzverordnung) (englische Abkürzung CRR) abgelöst, die erneut einige Modifikationen brachte. Die früheren Risikoaktiva heißen nunmehr Risikoposition. Nach wie vor brauchen risikolose Bilanzpositionen wie der Kassenbestand nicht mit Eigenmitteln unterlegt zu werden (Art. 134 Abs. 3 CRR). Gemäß Art. 119 Abs. 4 CRR erhalten auch die Mindestreserven dasselbe Risikogewicht wie andere Forderungen gegenüber der Zentralbank, sind also nicht mit Eigenmitteln zu unterlegen.

## Ermittlung der Risikopositionen
Ausgangspunkt sind die für die meisten Kreditinstitute wichtigsten Bilanzpositionen „Forderungen an Kunden“ und „Forderungen an Kreditinstitute“ (Bankkredite), also das Kreditgeschäft.
```
   Forderungen an Kunden und Kreditinstitute
   + Bestand an 
Schuldverschreibungen

   + Bestand an 
Aktien

   + 
Sachanlagevermögen

   + sonstige 
Vermögensgegenstände

   = bilanzielle 
Adressenausfallrisiko

positionen
```

Diese bilanziellen Risikopositionen werden nach Art. 166 Abs. 1 CRR mit ihrem Buchwert angesetzt. Die weitere Hinzurechnung unterscheidet nicht zwischen Anlagevermögen und Umlaufvermögen, sondern bezieht alle bilanziellen Aktiva der Bankbilanz ein. Ausgehend von der Zwischensumme der „bilanziellen Adressenausfallrisikopositionen“ sind nun folgende Hinzurechnungen erforderlich:
```
   Bilanzielle Adressenausfallrisikopositionen
   + 
außerbilanzielle Adressenausfallrisikopositionen

   + 
derivative Adressenausfallrisikopositionen

   + 
Vorleistungsrisikopositionen
 (Art. 379 CRR)
   = 
Kreditrisiko

positionen
```

Außerbilanzielle Adressenausfallrisikopositionen werden nach Art. 111 CRR in Verbindung mit Anhang I CRR berechnet. Hierzu gehören auch noch nicht in Anspruch genommene, unwiderrufliche Kreditzusagen, die – je nach Risikogehalt – zwischen 10 % und 50 % anzurechnen sind. Bei Kreditzusagen, die eine Bank jederzeit unangekündigt und bedingungslos kündigen kann, oder die bei einer Verschlechterung der Bonität des Kreditnehmers automatisch eine Kreditkündigung nach sich ziehen, gilt nach Art. 166 Abs. 8a CRR ein Umrechnungsfaktor von 0 %.
Risikopositionen, die von den Eigenmitteln bereits abgezogen wurden, brauchen nach Art. 113 CRR bei den Risikopositionen nicht mehr berücksichtigt zu werden. Derivate werden nach Art. 94 Abs. 1 Nr. 2a CRR (bzw. § 12 Abs. 1 Nr. 3 und 4 GroMiKV) mit ihrem Marktpreis oder Buchwert angerechnet. Nach Art. 332 Abs. 1 CRR ist bei der Berechnung der Eigenmittelanforderung für das allgemeine und das spezifische Risiko des Sicherungsgebers der Nominalwert des Kreditderivats zugrunde zu legen. Der Sicherungsgeber darf jedoch den Nominalwert durch den Nominalwert zuzüglich der Nettomarktwertveränderung des Kreditderivats seit Geschäftsabschluss ersetzen, so dass eine Nettowertverringerung aus der Sicht des Sicherungsgebers ein negatives Vorzeichen trägt (Art. 332 Abs. 1 Satz 2 CRR). Das gilt nach Art. 332 Abs. 2 CRR auch spiegelbildlich für den Sicherungsnehmer.
Warenakkreditive sind mit 20 % (Art. 166 Abs. 8b CRR), Note Issuance Facilites (NIFs) und Revolving Underwritung Facilities (RUFs) mit 75 % (Art. 166 Abs. 8d CRR) ihres Nominalwerts anzusetzen, ansonsten gelten nach Art. 166 Abs. 10 CRR Umrechnungsfaktoren für mittleres Risiko (50 %) und mittleres/niedriges Risiko 20 %.

## Risikopositionswert
Risikopositionswert ist der nach spezifischen Kreditrisikoanpassungen, Wertberichtigungen und weiteren, mit einer Aktivposition verknüpften Verringerungen der Eigenmittel verbleibende Buchwert (Art. 111 Nr. 1 CRR). Dieser wird je nach Risikohöhe beim Standardansatz mit 100 % (hohes Risiko), 50 % (mittleres Risiko), 20 % (mittleres/niedriges Risiko) und 0 % (niedriges Risiko) als Risikopositionswert angesetzt. Sodann werden die Risikopositionswerte für die in Art. 112 CRR aufgeführten Forderungsklassen mit dem ermittelten Risikogewicht multipliziert (Art. 113 Nr. 2 CRR), wovon noch die anerkennungsfähigen Kreditsicherheiten abgezogen werden. Das Risikogewicht hängt beim Standardansatz nach Art. 114 CRR vom Rating einer anerkannten Ratingagentur ab, dem Risikogewichte zwischen 0 % (Bonitätsstufe 1 bei EU-Mitgliedstaaten) und 150 % (Bonitätsstufe 6 bei Unternehmen) zugewiesen werden. Risikogewicht ist der Prozentsatz, zu dem eine Risikoposition bei den Eigenmitteln anzurechnen ist.
Risikopositionswerte im Standardansatz nach Art 112 ff. CRR:
| Bonitätsstufe                    | 1     | 2     | 3     | 4     | 5     | 6     |
| Zentralstaaten und Zentralbanken | 0     | 20    | 50    | 100   | 100   | 150   |
| Kreditinstitute                  | 20    | 50    | 100   | 100   | 100   | 150   |
| Unternehmen                      | 20    | 50    | 100   | 100   | 150   | 150   |
| Mengengeschäft                   | 75    | 75    | 75    | 75    | 75    | 75    |
| Immobiliensicherheiten           | 35/50 | 35/50 | 35/50 | 35/50 | 35/50 | 35/50 |

Anmerkungen:
- Bei Kreditinstituten und Unternehmen werden nur die von Ratingagenturen gerateten Schuldner hier eingeordnet. Ungeratete Banken erhalten das Länderrating des Landes, in dem sie ihren Sitz haben, ungeratete Unternehmen werden mit 100 % angesetzt.
- Das Mengengeschäft wird grundsätzlich mit 75 % Risikogewicht berücksichtigt. Hierzu gehören neben den natürlichen Personen und einer Gemeinschaft natürlicher Personen (etwa die BGB-Gesellschaft) auch kleine und mittlere Unternehmen. Die Gesamtkredite dürfen 1 Million Euro pro Kreditnehmer oder Gruppe verbundener Kunden nicht überschreiten (ohne Realkredite).
- Realkredite im aufsichtsrechtlichen Sinn (Wohnimmobilien: bis 80 % des Beleihungswerts, Gewerbeimmobilien: 60 % des Beleihungswertes oder 50 % des Marktwertes) werden mit einem Risikogewicht von 35 % bei Wohnimmobilien und 50 % bei Gewerbeimmobilien berücksichtigt.[3] Im bankrechtlichen Sinne dürfen nach § 14 PfandBG Realkredite nur bis zu 60 % des Beleihungswerts gewährt werden, wenn sie als kongruente Deckung für Pfandbriefe gelten.